# Gregory Bretz
Gregory Bretz –conocido como Greg Bretz– (Anaheim, 19 de diciembre de 1990) es un deportista estadounidense que compitió en snowboard, especialista en la prueba de halfpipe. Consiguió una medalla de bronce en los X Games de Invierno.

## Medallero internacional
| \| X Games de Invierno \| X Games de Invierno \| X Games de Invierno \| X Games de Invierno \| \| Año \| Lugar \| Medalla \| Prueba \| \| ------------------- \| ---------------------- \| ------------------- \| ------------------- \| \| 2014 \| Aspen (Estados Unidos) \| Medalla de bronce \| Superpipe \| |                        |                   |           |
| X Games de Invierno |                        |                   |           |
| Año | Lugar                  | Medalla           | Prueba    |
| 2014 | Aspen (Estados Unidos) | Medalla de bronce | Superpipe |